# ×Elyleymus ucluetensis
Elyleymus ucluetensis là một loài thực vật có hoa trong họ Hòa thảo. Loài này được (Bowden) B.R.Baum mô tả khoa học đầu tiên năm 1979.